# Estación Alta Vista
Alta Vista es una estación ferroviaria ubicada en el paraje rural del mismo nombre, en el partido de Saavedra, Provincia de Buenos Aires, Argentina.

## Servicios
Es una estación que pertenece al Ferrocarril General Roca. No presta servicios de pasajeros, sin embargo por sus vías corren trenes de carga, a cargo de la empresa Ferroexpreso Pampeano.